# ETV2
ETV2 je estonská veřejnoprávní televizní stanice, která vysílá v digitálním formátu. Vlastníkem kanálu je společnost Eesti Rahvusringhääling (ERR), která s kanálem operuje.

## Historie
ETV2 započala vysílání dne 8. srpna 2008, ve stejnou dobu kdy byly zahájeny Letní olympijské hry 2008 v Pekingu.

## Pořady
Od 25. srpna 2008 kanál vysílá pořady pro děti. Od 2. ledna 2009 kanál vysílá večerní zpravodajství „horké komory“ (19:30 – 20:00) a publicistiku pro rusky mluvící publikum.